# 2010年下加利福尼亚州地震
2010年下加利福尼亚州地震是發生在2010年4月4日GMT22:40墨西哥下加利福尼亞州Guadalupe Victoria的一起地震，芮氏規模7.2，深度約32公里。這起地震大約維持40秒，造成至少兩人死亡。震後也發生三起較強餘震，其中規模最大達5.1。